# Chamar-Daban
Chamar-Daban, Chamar Daban (ros. Хамар-дабан; z bur. hамар, hamar – orzech, дабаан, dabaan – grzbiet) – pasmo górskie w Rosji, należące do bajkalidów, ciągnące się w jej azjatyckiej części, na południowo-wschodnim brzegu Bajkału (głównie Buriacja, na północ od granicy z Mongolią) o długości ok. 420 km i szerokości 65 km. Na zachodzie góry graniczą z doliną Irkutu, a na wschodzie z dolnym biegiem Selengi. Średnia wysokość szczytów waha się pomiędzy 1500 a 1800 m n.p.m. Wysokość masywów zlokalizowanych w okolicy Bajkału sięga ponad 2000 m n.p.m. – najwyższy szczyt to Subutuj znany również jako Utulikskaja Podkowa o wysokości około 2394–2396 m n.p.m. Jedną z wyższych gór Chamar-Damanu jest również Szczyt Czerskiego.
Pasmo zbudowane jest głównie z takich skał jak łupki krystaliczne, bazalty z intruzjami granitoidów, gnejsy oraz wapienie.
Główną formacją roślinną porastającą pasmo jest tajga, w której przeważają takie drzewa jak jodła, limba, modrzew i topola. Las kończy się na wysokości ok. 1700 m n.p.m. Powyżej góry porastają zarośla karłowatej limby, tundra górska, łąki i skaliste piargi. Zdarzają się także górskie stepy. Występują tu doliny i kaniony, wodospady i polodowcowe jeziora.
Sieć osadnicza jest słabo rozwinięta, miejscowa ludność zajmuje się głównie rolnictwem i pasterstwem. W 1969 r. w środkowej części pasma utworzono Rezerwat Bajkalski, o łącznej powierzchni równej 165,7 tys. ha.
Niedaleko gór znajdują się stacje Kolei Transsyberyjskiej: Sludianka i Mysowa (Babuszkin).